# قيقب أوبالي
القيقب الأوبالي أو القيقب الإيطالي نوع نباتي ينتمي إلى جنس القيقب من الفصيلة الصابونية.

## موطنه
ينتشر في إيطاليا وجنوب فرنسا وفي بعض الجبال في فرنسا حتى ارتفاع 1900 م فوق سطح البحر.